# شهرستان هانیین
شهرستان هانیین (به لاتین: Hanyin County) یک منطقهٔ مسکونی در چین است که در آنکانگ واقع شده‌است. شهرستان هانیین ۱٬۳۴۷ کیلومتر مربع مساحت و ۲۴۶٬۱۴۷ نفر جمعیت دارد.